# Східноафриканська рупія
 Східноафриканська рупія  (англ. East African rupee) — грошова одиниця Підопічної території Сомалі в 1906 – 1920 роках.
Одна східноафриканська рупія, складалася зі 100 центів.

## Історія
З середини XIX століття на території сучасної Кенії в обігу використовувався талер Марії-Терезії. Після створення в 1895 році протекторату Британська Східна Африка в обігу також використовувалася індійська рупія. У 1897 – 1899 роках уряд протекторату випускав бронзові монети номіналом 1 пайса.
У 1905 році індійська рупія оголошена законним платіжним засобом на території протекторату. У 1906 році уряд протекторату розпочав випуск банкнот і монет протекторату, які були в обігу паралельно з індійською рупією. На відміну від індійської рупії, рівній 64 пайсам, східноафриканська рупія дорівнювала 100 центам.
У грудні 1919 року в Лондоні була створена Валютна рада Східної Африки, якій було передано право емісії на території протекторату. У тому ж році була введена нова грошова одиниця - східноафриканський флорин, який замінив індійську і східноафриканську рупії в співвідношенні 1:1.

## Банкноти
Урядом протекторату випускалися банкноти в 5, 10, 20, 50, 100, 500 рупій. Валютною радою Східної Африки в 1920 році випущена банкнота номіналом в 1 рупію.

## Монети
Карбувалися монети в 1/2, 1, 5, 10, 25, 50 центів. 
Срібні монети 25 та 50 центів були випущені в обіг у 1906 році.
У 1907 році в обігу з’явився алюмінієвий 1 цент, та мідно-нікелеві 10 центів.
У 1908 році в обігу з’явилися алюмінієві  ½ цента.
У 1909 році алюміній був замінений на мідно-нікелевий сплав при карбуванні монет ½ та 1 цента.
У 1913 році в обігу з’явилася мідно-нікелева монета 5 центів.